# Lliga alemanya de futbol
La Lliga alemanya de futbol, també coneguda com a 1. Bundesliga, o, simplement, Bundesliga (en català Lliga Federal) és la màxima competició futbolística que es disputa a Alemanya.

## Història

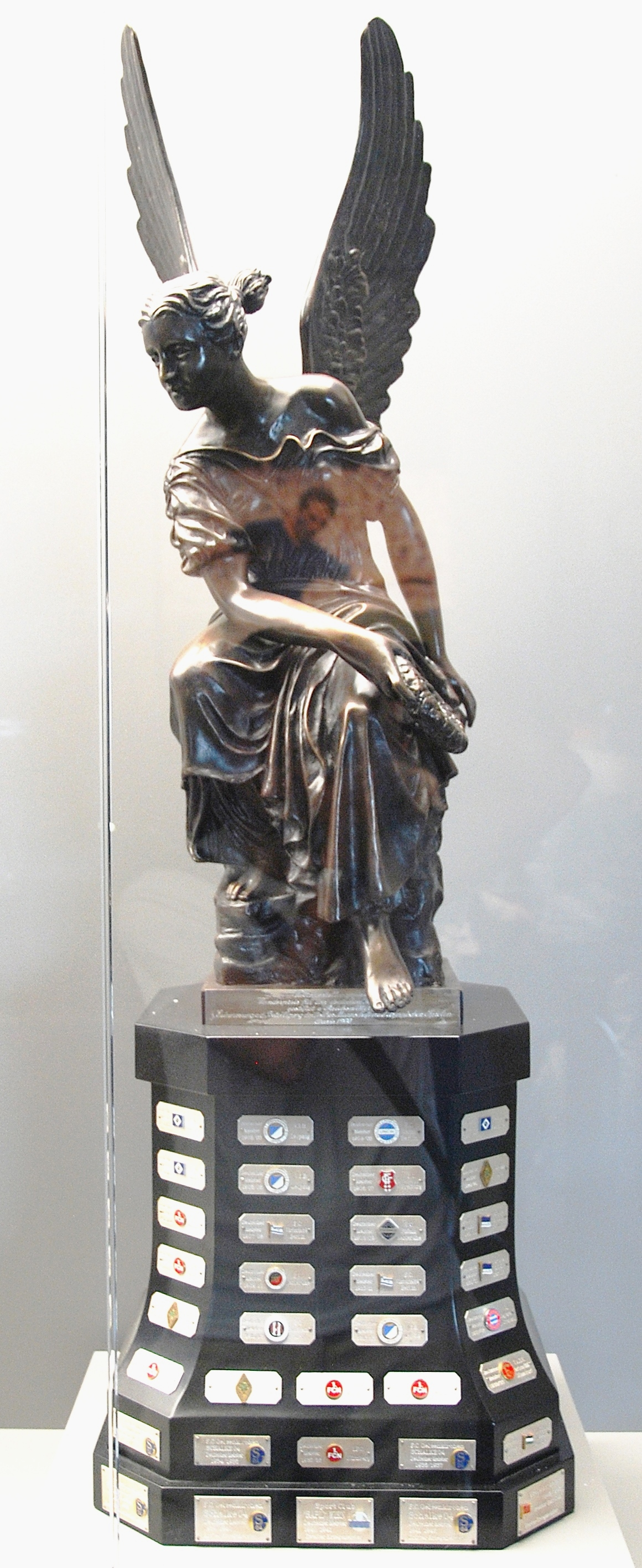
Rèplica del trofeu original primitiu "Viktoria-Pokal".

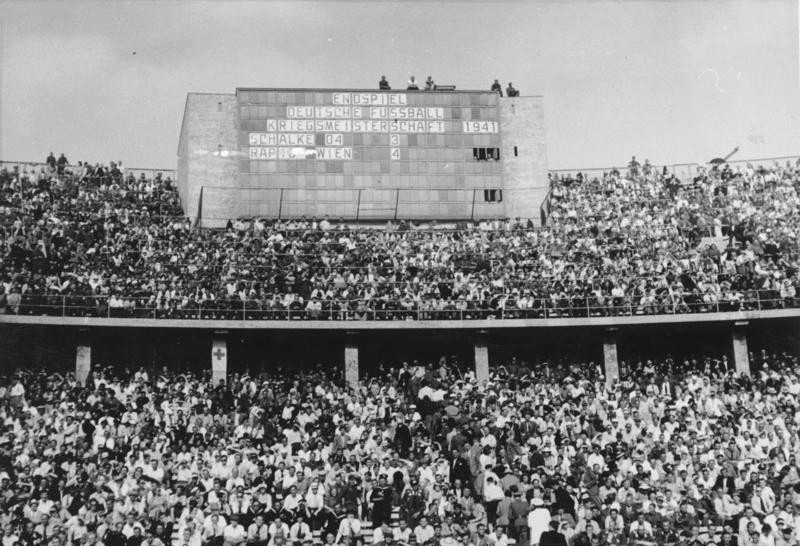
L'any 1941 el Rapid Viena guanyà el campionat alemany en derrotar el FC Schalke 04 per 4–3 a la final.

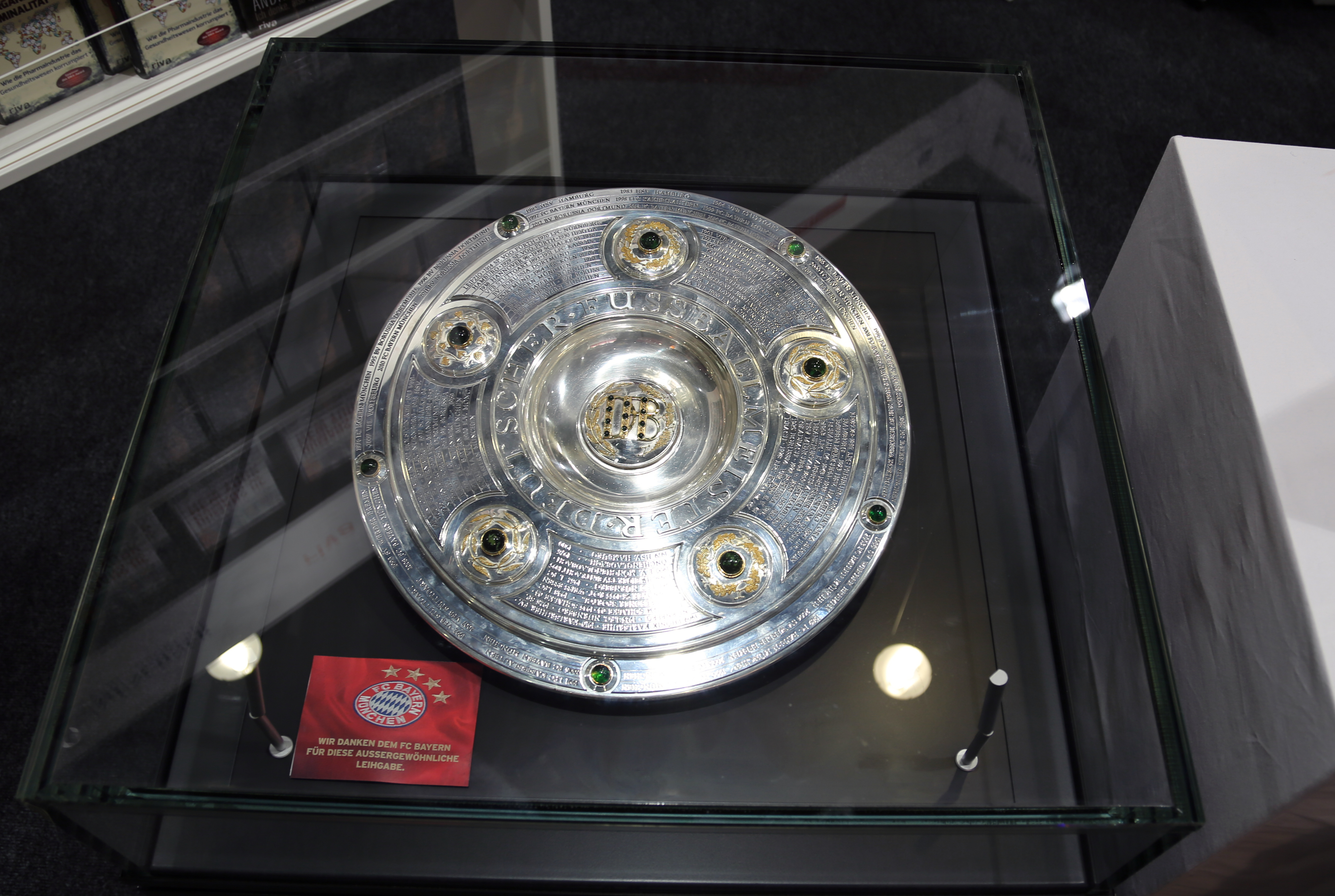
Trofeu del campionat a la Fira del Llibre de Frankfurt 2015.

A diferència de la majoria de països europeus, la lliga alemanya pròpiament dita trigà força anys a crear-se. L'actual Bundesliga no nasqué fins a l'any 1963. La 2. Bundesliga (segona divisió) va ser creada l'any 1974. Aquestes dues competicions són actualment professionals, mentre que les categories inferiors són semiprofessionals o amateurs. Les categories immediatament inferiors són la Regionalliga (tercera divisió) i la Oberliga (quarta divisió). L'Hamburger SV és l'únic equip que fins a la temporada 2017-18 va aconseguir mantenir-se a la Bundesliga.
Amb anterioritat a la creació de la Bundesliga, el futbol amateur alemany estava dividit en moltes lligues regionals. Els campions de les diverses lligues regionals competien entre ells fins a la final per tal de decidir el campionat nacional. L'any 1900 es creà la Deutscher Fussball Bund (DFB, l'Associació Alemanya de Futbol) a Leipzig amb 86 membres. El primer campionat alemany reconegut es disputà a Hamburg el 31 de maig de 1903 i el VfB Leipzig derrotà el Deutscher FC Prag per 7 a 2. L'associació alemanya permetia a diversos clubs formats per alemanys de fora del país competir al campionat. Aquest fou el cas del DFC Prag, de la ciutat de Praga a Txèquia. Un cop la DFB s'uní a la FIFA el 1904, aquests clubs ja no hi foren admesos.
L'any 1930 el president de la DFB, Felix Linnemann, intentà la creació d'un campionat professional entre els millors clubs del país anomenada Reichsliga. L'intent fou, però rebutjat per les diverses federacions regionals. Sota el tercer reich, però es reorganitzaren els diversos campionats regionals, creant-se setze lligues regionals anomenades Gauliga. Aquesta nova estructuració es mantingué entre 1933 i 1945. L'any 1935 es creà la copa alemanya de futbol. Durant la guerra, amb motiu de les conquestes alemanyes diversos clubs dels territoris conquerits es van incorporar al campionat alemany, com ara equips del Saarland (que des de la Primera Guerra Mundial pertanyia a França), Àustria, Polònia, Txecoslovàquia, Alsàcia, Lorena i Luxemburg. Entre ells, destacà el Rapid de Viena que guanyà el campionat alemany el 1941.
Després de la guerra, els campionats regionals es reprengueren amb el nom d'Oberliga. El primer campió alemany de la postguerra fou el 1. FC Nürnberg el 1948. Paral·lelament, a causa de la divisió política que patí el país, es crearen la lliga de la RDA de futbol el 1947 i la Lliga de futbol de Saarland (entre 1949 i 1951).
El 28 de juliol de 1962, sota la presidència de la DFB de Hermann Neuberger es creà a Dortmund la Bundesliga. En aquells moments existien cinc lligues regionals (Oberliga): Nord, Sud, Oest, Sud-oest i Berlín. 46 equips demanaren entrar a la nova lliga i setze en foren escollits:
- De l'Oberliga Nord: Eintracht Braunschweig, Werder Bremen, Hamburger SV
- De l'Oberliga Oest: Borussia Dortmund, 1. FC Köln, Meidericher SV, Preußen Münster, FC Schalke 04
- De l'Oberliga Sud-oest: 1. FC Kaiserslautern, 1. FC Saarbrücken
- De l'Oberliga Sud: Eintracht Frankfurt, Karlsruher SC, 1. FC Nürnberg, TSV 1860 München, VfB Stuttgart
- De l'Oberliga Berlín: Hertha BSC Berlin

L'any 1991, després de la reunificació alemanya, la Deutscher Fußball-Verband der DDR (federació de la RDA) es fusionà amb la DFB (federació de la RFA). La Bundesliga s'amplià a vint equips en ser admesos el Dynamo Dresden i el Hansa Rostock de la desapareguda lliga de la RDA. En finalitzar la temporada la competició es reduí de nou a 18 clubs.
A la temporada 1995-96 s'adoptà la puntuació de tres punts per victòria de més de dos gols.
Fins a l'any 2001 la Bundesliga estava, directament, sota el control de la DFB. Això canvià amb la creació de la Deutsche Fußball-Liga (DFL, lliga de futbol alemanya)
Entre 1903 i 1944, els equips competien per la Viktoria Meisterschaftstrophäe (Trofeu del Campionat de la Victòria). Al final de la Segona Guerra Mundial aquest trofeu va desaparèixer. La DFB creà un nou trofeu, el Meisterschale (bol del campionat). Posteriorment, el trofeu original fou retrobat a la ciutat de Dresden.

## Clubs participants en la Bundesliga 2025-2026
| Club                        | Ciutat          | Estadi                | Capacitat |
| --------------------------- | --------------- | --------------------- | --------- |
| FC Augsburg                 | Augsburg        | SGL arena             | 30.660    |
| Bayer 04 Leverkusen         | Leverkusen      | BayArena              | 30.210    |
| FC Bayern Múnic             | Múnic           | Allianz Arena         | 71.000    |
| Borussia Dortmund           | Dortmund        | Signal Iduna Park     | 80.645    |
| Borussia Mönchengladbach    | Mönchengladbach | Borussia-Park         | 54.010    |
| FC Colonia                  | Colònia         | Rhein Energie Stadion | 50.997    |
| Eintracht Frankfurt         | Frankfurt       | Commerzbank-Arena     | 51.500    |
| SC Freiburg                 | Friburg         | Europa park-stadion   | 34.700    |
| RB Leipzig                  | Leipzig         | Red Bull Arena        | 50.000    |
| Hamburg SV                  | Hamburg         | Volksparkstadion      | 57.000    |
| 1. FC Heidenheim            | Heidenheim      | Voith-Arena           | 15.000    |
| TSG 1899 Hoffenheim         | Sinsheim        | Rhein-Neckar-Arena    | 30.150    |
| 1. FSV Mainz 05             | Magúncia        | Coface Arena          | 34.000    |
| FC Sant Pauli               | Hamburg         | Millerntor-Stadion    | 29.546    |
| VfB Stuttgart               | Stuttgart       | Mercedes-Benz Arena   | 60.449    |
| 1. Fußballclub Union Berlin | Berlín          | Alte Försterei        | 22.012    |
| VfL Wolfsburg               | Wolfsburg       | Volkswagen Arena      | 30.000    |
| SV Werder Bremen            | Bremen          | Weserstadion          | 42.100    |

## Palmarès
Font:

### Campionat d'Alemanya (1903 - 1963)
- 1902-03:  VfB Leipzig (1)
- 1903-04: Campionat anul·lat[a]
- 1904-05:  Union 92 Berlin (1)
- 1905-06:  VfB Leipzig (2)
- 1906-07:  Freiburger FC (1)
- 1907-08:  Viktoria 89 Berlin (1)
- 1908-09:  Phönix Karlsruhe (1)
- 1909-10:  Karlsruher FV (1)
- 1910-11:  Viktoria 89 Berlin (2)
- 1911-12:  Kieler SV Holstein (1)
- 1912-13:  VfB Leipzig (3)
- 1913-14:  SpVgg Fürth (1)
- 1914-1919: No es disputà[b]
- 1919-20:  1. FC Nürnberg (1)
- 1920-21:  1. FC Nürnberg (2)
- 1921-22: Campionat anul·lat[c]
- 1922-23:  Hamburger SV (1)
- 1923-24:  1. FC Nürnberg (3)
- 1924-25:  1. FC Nürnberg (4)
- 1925-26:  SpVgg Fürth (2)
- 1926-27:  1. FC Nürnberg (5)
- 1927-28:  Hamburger SV (2)
- 1928-29:  SpVgg Fürth (3)
- 1929-30:  Hertha BSC Berlin (1)
- 1930-31:  Hertha BSC Berlin (2)
- 1931-32:  FC Bayern de Múnic (1)
- 1932-33:  Fortuna Düsseldorf (1)
- 1933-34:  FC Schalke 04 (1)
- 1934-35:  FC Schalke 04 (2)
- 1935-36:  1. FC Nürnberg (6)
- 1936-37:  FC Schalke 04 (3)
- 1937-38:  Hannoverscher SV von 1896 (1)
- 1938-39:  FC Schalke 04 (4)
- 1939-40:  FC Schalke 04 (5)
- 1940-41:  Rapid Viena (1)[d]
- 1941-42:  FC Schalke 04 (6)
- 1942-43:  Dresdner SC (1)
- 1943-44:  Dresdner SC (2)
- 1944-1947: No es disputà[e]
- 1947-48:  1. FC Nürnberg (7)
- 1948-49:  VfR Mannheim (1)
- 1949-50:  VfB Stuttgart (1)
- 1950-51:  1. FC Kaiserslautern (1)
- 1951-52:  VfB Stuttgart (2)
- 1952-53:  1. FC Kaiserslautern (2)
- 1953-54:  Hannoverscher SV von 1896 (2)
- 1954-55:  Rot-Weiss Essen (1)
- 1955-56:  BV Borussia Dortmund (1)
- 1956-57:  BV Borussia Dortmund (2)
- 1957-58:  FC Schalke 04 (7)
- 1958-59:  Eintracht Frankfurt (1)
- 1959-60:  Hamburger SV (3)
- 1960-61:  1. FC Nürnberg (8)
- 1961-62:  1. FC Köln (1)
- 1962-63:  BV Borussia Dortmund (3)

### Bundesliga (1963 - actualitat)
- 1963-64:  1. FC Köln (2)
- 1964-65:  SV Werder Bremen (1)
- 1965-66:  TSV 1860 München (1)
- 1966-67:  Eintracht Braunschweig (1)
- 1967-68:  1. FC Nürnberg (9)
- 1968-69:  FC Bayern de Múnic (2)
- 1969-70:  Borussia Mönchengladbach (1)
- 1970-71:  Borussia Mönchengladbach (2)
- 1971-72:  FC Bayern de Múnic (3)
- 1972-73:  FC Bayern de Múnic (4)
- 1973-74:  FC Bayern de Múnic (5)
- 1974-75:  Borussia Mönchengladbach (3)
- 1975-76:  Borussia Mönchengladbach (4)
- 1976-77:  Borussia Mönchengladbach (5)
- 1977-78:  1. FC Köln (3)
- 1978-79:  Hamburger SV (4)
- 1979-80:  FC Bayern de Múnic (6)
- 1980-81:  FC Bayern de Múnic (7)
- 1981-82:  Hamburger SV (5)
- 1982-83:  Hamburger SV (6)
- 1983-84:  VfB Stuttgart (3)
- 1984-85:  FC Bayern de Múnic (8)
- 1985-86:  FC Bayern de Múnic (9)
- 1986-87:  FC Bayern de Múnic (10)
- 1987-88:  SV Werder Bremen (2)
- 1988-89:  FC Bayern de Múnic (11)
- 1989-90:  FC Bayern de Múnic (12)
- 1990-91:  1. FC Kaiserslautern (3)
- 1991-92:  VfB Stuttgart (4)
- 1992-93:  SV Werder Bremen (3)
- 1993-94:  FC Bayern de Múnic (13)
- 1994-95:  BV Borussia Dortmund (4)
- 1995-96:  BV Borussia Dortmund (5)
- 1996-97:  FC Bayern de Múnic (14)
- 1997-98:  1. FC Kaiserslautern (4)
- 1998-99:  FC Bayern de Múnic (15)
- 1999-00:  FC Bayern de Múnic (16)
- 2000-01:  FC Bayern de Múnic (17)
- 2001-02:  BV Borussia Dortmund (6)
- 2002-03:  FC Bayern de Múnic (18)
- 2003-04:  SV Werder Bremen (4)
- 2004-05:  FC Bayern de Múnic (19)
- 2005-06:  FC Bayern de Múnic (20)
- 2006-07:  VfB Stuttgart (5)
- 2007-08:  FC Bayern de Múnic (21)
- 2008-09:  VfL Wolfsburg (1)
- 2009-10:  FC Bayern de Múnic (22)
- 2010-11:  BV Borussia Dortmund (7)
- 2011-12:  BV Borussia Dortmund (8)
- 2012-13:  FC Bayern de Múnic (23)
- 2013-14:  FC Bayern de Múnic (24)
- 2014-15:  FC Bayern de Múnic (25)
- 2015-16:  FC Bayern de Múnic (26)
- 2016-17:  FC Bayern de Múnic (27)
- 2017-18:  FC Bayern de Múnic (28)
- 2018-19:  FC Bayern de Múnic (29)
- 2019-20:  FC Bayern de Múnic (30)
- 2020-21:  FC Bayern de Múnic (31)
- 2021-22:  FC Bayern de Múnic (32)
- 2022-23:  FC Bayern de Múnic (33)
- 2023-24:  Bayer 04 Leverkusen (1)
- 2024-25:  FC Bayern de Múnic (34)

### Campions Zonals després de la II Guerra Mundial
Acabada la Segona Guerra Mundial, Alemanya fou dividida en quatre zones d'ocupació. Durant els primers tres anys els campionats alemanys es disputaren segons aquestes zones divisòries. El tercer any, temporada 1947/48, es disputà per primer cop el Campionat alemany entre els millors de cada zona (als clubs de la zona soviètica no se'ls va permetre de participar).
|         | Zona Americana | Zona Francesa        | Zona Britànica | Zona Soviètica | Berlín                |
| ------- | -------------- | -------------------- | -------------- | -------------- | --------------------- |
| 1945/46 | VfB Stuttgart  | 1. FC Saarbrücken    | -              | -              | SG Wilmersdorf        |
| 1946/47 | 1. FC Nürnberg | 1. FC Kaiserslautern | Hamburger SV   | -              | SG Charlottenburg     |
| 1947/48 | 1. FC Nürnberg | 1. FC Kaiserslautern | Hamburger SV   | SG Planitz     | Union Oberschöneweide |

## Rècords

### Màxims golejadors de la competició
| \| Pos. \| Jugador \| Gols \| Partits \| Mitjana \| Temp. \| Clubs \| \| ---- \| --------------------- \| ---- \| ------- \| ------- \| ------- \| --------------------------------------------------------------------------------------------- \| \| 1 \| Gerd Müller \| 365 \| 427 \| 0.85 \| 1965-79 \| FC Bayern (365) \| \| 2 \| Robert Lewandowski \| 312 \| 384 \| 0.81 \| 2010-22 \| B.V. Borussia Dortmund (74), FC Bayern (238) \| \| 3 \| Klaus Fischer \| 268 \| 535 \| 0.50 \| 1968-88 \| TSV 1860 (28), FC Gelsenkirchen-Schalke (182), 1. Fußball-Club Köln (31), VfL Bochum (27) \| \| 4 \| Jupp Heynckes \| 220 \| 369 \| 0.60 \| 1965-78 \| Borussia Mönchengladbach (195), Hannover 96 (25) \| \| 5 \| Manfred Burgsmüller \| 213 \| 447 \| 0.48 \| 1969-90 \| Rot-Weiss Essen (32), B.V. Borussia Dortmund (135), FC Nürnberg (12), S.V. Werder Bremen (34) \| \| 6 \| Claudio Pizarro \| 197 \| 490 \| 0.40 \| 1999-20 \| S.V. Werder Bremen (109), F.C. Bayern (87), 1. Fußball-Club Köln (1) \| \| 7 \| Ulf Kirsten \| 181 \| 350 \| 0.52 \| 1990-03 \| Bayer Leverkusen (181) \| \| 8 \| Stefan Kuntz \| 179 \| 449 \| 0.40 \| 1983-99 \| VfL Bochum (47), FC Uerdingen (32), FC Kaiserslautern (75), Arminia Bielefeld (25) \| \| 9 \| Dieter Müller \| 177 \| 303 \| 0.58 \| 1973-86 \| Kickers Offenbach (0), 1. Fußball-Club Köln (159), VfB Stuttgart (14), F.C. Saarbrücken (4) \| \| = \| Klaus Allofs \| 177 \| 424 \| 0.42 \| 1975-93 \| Fortuna Düsseldorf (71), 1. Fußball-Club Köln (88), S.V. Werder Bremen (18) \| \| 11 \| Mario Gómez García \| 170 \| 328 \| 0.52 \| 2004-19 \| VfB Stuttgart (78), FC Bayern (75), VfL Wolfsburg (17) \| \| 12 \| Hannes Löhr \| 166 \| 381 \| 0.44 \| 1964-77 \| 1. Fußball-Club Köln (166) \| \| 13 \| Karl-Heinz Rummenigge \| 162 \| 310 \| 0.52 \| 1974-84 \| FC Bayern (162) \| \| 14 \| Bernd Hölzenbein \| 160 \| 420 \| 0.38 \| 1967-81 \| Eintracht Frankfurt (160) \| \| 15 \| Fritz Walter \| 157 \| 348 \| 0.45 \| 1983-96 \| VfB Stuttgart (102), Waldhof Mannheim (55) \| Actualitzat a l'últim partit jugat el 18 de maig de 2024. |                       |      |         |         |         |                                                                                               |
| Pos. | Jugador               | Gols | Partits | Mitjana | Temp.   | Clubs                                                                                         |
| 1 | Gerd Müller           | 365  | 427     | 0.85    | 1965-79 | FC Bayern (365)                                                                               |
| 2 | Robert Lewandowski    | 312  | 384     | 0.81    | 2010-22 | B.V. Borussia Dortmund (74), FC Bayern (238)                                                  |
| 3 | Klaus Fischer         | 268  | 535     | 0.50    | 1968-88 | TSV 1860 (28), FC Gelsenkirchen-Schalke (182), 1. Fußball-Club Köln (31), VfL Bochum (27)     |
| 4 | Jupp Heynckes         | 220  | 369     | 0.60    | 1965-78 | Borussia Mönchengladbach (195), Hannover 96 (25)                                              |
| 5 | Manfred Burgsmüller   | 213  | 447     | 0.48    | 1969-90 | Rot-Weiss Essen (32), B.V. Borussia Dortmund (135), FC Nürnberg (12), S.V. Werder Bremen (34) |
| 6 | Claudio Pizarro       | 197  | 490     | 0.40    | 1999-20 | S.V. Werder Bremen (109), F.C. Bayern (87), 1. Fußball-Club Köln (1)                          |
| 7 | Ulf Kirsten           | 181  | 350     | 0.52    | 1990-03 | Bayer Leverkusen (181)                                                                        |
| 8 | Stefan Kuntz          | 179  | 449     | 0.40    | 1983-99 | VfL Bochum (47), FC Uerdingen (32), FC Kaiserslautern (75), Arminia Bielefeld (25)            |
| 9 | Dieter Müller         | 177  | 303     | 0.58    | 1973-86 | Kickers Offenbach (0), 1. Fußball-Club Köln (159), VfB Stuttgart (14), F.C. Saarbrücken (4)   |
| = | Klaus Allofs          | 177  | 424     | 0.42    | 1975-93 | Fortuna Düsseldorf (71), 1. Fußball-Club Köln (88), S.V. Werder Bremen (18)                   |
| 11 | Mario Gómez García    | 170  | 328     | 0.52    | 2004-19 | VfB Stuttgart (78), FC Bayern (75), VfL Wolfsburg (17)                                        |
| 12 | Hannes Löhr           | 166  | 381     | 0.44    | 1964-77 | 1. Fußball-Club Köln (166)                                                                    |
| 13 | Karl-Heinz Rummenigge | 162  | 310     | 0.52    | 1974-84 | FC Bayern (162)                                                                               |
| 14 | Bernd Hölzenbein      | 160  | 420     | 0.38    | 1967-81 | Eintracht Frankfurt (160)                                                                     |
| 15 | Fritz Walter          | 157  | 348     | 0.45    | 1983-96 | VfB Stuttgart (102), Waldhof Mannheim (55)                                                    |

### Jugadors amb més partits
| \| Pos \| Jugador \| Ap \| Anys \| Club(s) \| \| --- \| ----------------- \| --- \| ----------- \| ----------------------------------------------------------------------------------- \| \| 1 \| Karl-Heinz Körbel \| 602 \| 1972–1991 \| Eintracht Frankfurt 602 \| \| 2 \| Manfred Kaltz \| 581 \| 1971–1991 \| Hamburger SV 581 \| \| 3 \| Oliver Kahn \| 557 \| 1987–2008 \| Karlsruher SC 128, FC Bayern de Múnic 429 \| \| 4 \| Klaus Fichtel \| 552 \| 1965–1988 \| FC Schalke 04 477, Werder Bremen 75 \| \| 5 \| Miroslav Votava \| 546 \| 1976–1996 \| Borussia Dortmund 189, Werder Bremen 357 \| \| 6 \| Klaus Fischer \| 535 \| 1968–1988 \| 1860 Munich 60, FC Schalke 04 295, 1. FC Köln 96, VfL Bochum 84 \| \| 7 \| Eike Immel \| 534 \| 1978–1995 \| Borussia Dortmund 247, VfB Stuttgart 287 \| \| 8 \| Willi Neuberger \| 520 \| 1966–1983 \| Borussia Dortmund 148, Werder Bremen 63, Wuppertaler SV 42, Eintracht Frankfurt 267 \| \| 9 \| Michael Lameck \| 518 \| 1972–1988 \| VfL Bochum 518 \| \| 10 \| Uli Stein \| 512 \| 1978–1997 \| Arminia Bielefeld 60, Hamburger SV 228, Eintracht Frankfurt 224 \| \| 11 \| Stefan Reuter \| 502 \| 1984 - 2004 \| 1. Fußball-Club Nürnberg VfL 100, FC Bayern de Múnic 95, Borussia Dortmund 307[4] \| Actualitzat a l'últim partit jugat el 18 de maig de 2024. |                   |     |             |                                                                                     |
| Pos | Jugador           | Ap  | Anys        | Club(s)                                                                             |
| 1 | Karl-Heinz Körbel | 602 | 1972–1991   | Eintracht Frankfurt 602                                                             |
| 2 | Manfred Kaltz     | 581 | 1971–1991   | Hamburger SV 581                                                                    |
| 3 | Oliver Kahn       | 557 | 1987–2008   | Karlsruher SC 128, FC Bayern de Múnic 429                                           |
| 4 | Klaus Fichtel     | 552 | 1965–1988   | FC Schalke 04 477, Werder Bremen 75                                                 |
| 5 | Miroslav Votava   | 546 | 1976–1996   | Borussia Dortmund 189, Werder Bremen 357                                            |
| 6 | Klaus Fischer     | 535 | 1968–1988   | 1860 Munich 60, FC Schalke 04 295, 1. FC Köln 96, VfL Bochum 84                     |
| 7 | Eike Immel        | 534 | 1978–1995   | Borussia Dortmund 247, VfB Stuttgart 287                                            |
| 8 | Willi Neuberger   | 520 | 1966–1983   | Borussia Dortmund 148, Werder Bremen 63, Wuppertaler SV 42, Eintracht Frankfurt 267 |
| 9 | Michael Lameck    | 518 | 1972–1988   | VfL Bochum 518                                                                      |
| 10 | Uli Stein         | 512 | 1978–1997   | Arminia Bielefeld 60, Hamburger SV 228, Eintracht Frankfurt 224                     |
| 11 | Stefan Reuter     | 502 | 1984 - 2004 | 1. Fußball-Club Nürnberg VfL 100, FC Bayern de Múnic 95, Borussia Dortmund 307      |